# الیکس ونس
الیکس ونس (انگلیسی: Alyx Vance) شخصیتی خیالی از مجموعه بازی‌های ویدیویی نیمه‌عمر ساخته‌ی شرکت ولو است. او برای نخستین‌بار به عنوان شخصیتی غیرقابل‌بازی اما همراه و پشتیبان در نیمه‌عمر ۲ محصول سال ۲۰۰۴ معرفی می‌شود، جایی که در بیشتر بخش‌های بازی، همراه شخصیت اصلی بازی یعنی گوردون فریمن است.
الیکس در دنباله‌های اپیزودیک این بازی یعنی نیمه‌عمر ۲: قسمت نخست در سال ۲۰۰۶ و نیمه‌عمر ۲: قسمت دوم در سال ۲۰۰۷ نیز نقش مهمی به عنوان شخصیت پشتیبان ایفا می‌کند. او سرانجام در عنوان تحسین‌شده‌ی واقعیت مجازی نیمه‌عمر: الیکس در سال ۲۰۲۰، به شخصیت اصلی داستان تبدیل می‌شود. این بازی در واقع پیش‌درآمدی بر نیمه‌عمر ۲ است.